# 3245 Дженш
3245 Дженш (3245 Jensch) — астероїд головного поясу, відкритий 27 жовтня 1973 року.
Тіссеранів параметр щодо Юпітера — 3,195.